# Alberto Dalcò
Alberto Dalcò (Traversetolo, 1902 - Traversetolo,1963) va ser un estilista i artesà italià, creador de sabateria de luxe i complements. Oncle i col·laborador de  Zoe, Micol i Giovanna Fontana, les fundadores de L'Atelier Sorelle Fontana.

## Biografia
Alberto Dalcò, després de la Segona Guerra Mundial, animat per la seva germana Amabile Dalcò, mare de les germanes Fontana, es va traslladar a Roma per obrir una botiga, amb laboratori annex, de calçat fet a mida. Com a col·laborador en el negoci de moda de les seves nebodes, va crear una línia de sabates i bosses anomenada "Fontalcò", una signatura que va ser present en alguns dels accessoris de l'aixovar de  Maria Pia di Savoia .
Entre les seves clientes més famoses hi havia Gina Lollobrigida, Sophia Loren, Soraya, Ava Gardner, Linda Christian, Audrey Hepburn, Kim Novak, Farah Diba i Brigitte Bardot,etc. Va ser un dels pioners en la difusió dels talons molt alts i els Stiletto, sobre els quals s'assentaven sabates de fantasia, molt refinades. També va disenyar unes sabatilles de cuir amb una escarapella de grosgrain per a Diana Vreeland .
Trenta-quatre models creats per Dal Cò, entre 1954 i 1960, s'exhibeixen al Museu Metropolità d'Art de Nova York . Entre les peces històriques, recordem la sabata "Paparazzo", creada el 1953: molt oberta, amb un taló prim equipat amb una petita volandera.
Durant la seva carrera va col·laborar amb nombroses cases de moda, com Sorelle Fontana, Sartoria Carosa, Sartoria Antonelli, Lancetti, Valentino, André Laug, Raffaella Curiel, Rocco Barocco, Carolina Herrera i Forquet.
Les seves creacions van ser exposades durant la dècada del 1950 a la Fira de Fabricants Italians de Nova York, al Festival de Moda d'Estiu celebrat al llac de Como, a Campione d'Italia i a l'Haute Couture Italienne de plein air, amb motiu de la Segona Exposició Internacional Tèxtil.

## Arxiu
L'arxiu del calçat Dal Cò, després d'una sèrie de trasllats de la seu empresarial, està  ubicat  a Via Vittoria des del 1986. La col·lecció conté un fons fotogràfic que inclou les 11 fotografies autografiades de la soprano Antonietta Stella i les actrius Sophia Loren i Silvana Pampanini, retalls d'articles des dels anys seixanta fins a l'actualitat, dibuixos signats per Alberto Dalcò i la seva filla Nives, alguns dibuixos de Renato Balestra, Andrè Laug i Valentino, patrons de paper de sabates i bosses i una col·lecció de peces confeccionades a ma, des del 1954 fins al 1985.
La Boutique Dal Co' de Roma va tancar el 2015